# Chrysopoeia
Chrysopoeia är den vanliga termen för de alkemiska försöken att tillverka guld. Detta för att skilja guldmakeri från andra viktiga mål för alkemisterna, såsom till exempel iatrokemi – konsten att tillverka mediciner.
Redan från början verkar chrysopoeia ha varit en viktig gren inom alkemin, även om man under den tidigaste perioden (se Bolos av Mendes, Leyden-papyrusen och Maria från Alexandria) verkar ha vetat mycket väl att det inte gick att tillverka annat än fuskguld. Det var först med Zosimos av Panopolis och andra senantika alkemister, som man började sammanföra alkemin med hermetism, den klassiska elementläran, och den gamla naturfilosofin. Därmed blev man övertygad om att alla ämnen härstammar från ett enda urämne och att de därför borde kunna transmuteras till andra ämnen om de bara sönderdelades, renades och återförenades med rätt metoder. Det var just detta urämne som den medeltida alkemin så ivrigt sökte efter och var bland annat känt under namnet "de vises sten". Efter dessa premisser skulle också verklig chrysopoeia vara möjlig. Ända fram till 1700-talet var tron på chrysopoeia och metallisk transmutation utbredd. Till och med Robert Boyle, som kallats för den moderna kemins fader och Isaac Newton tog dessa teorier på fullaste allvar.